# Paulo Coelho
Paulo Coelho (Rio de Janeiro, 24 augustus 1947) is een Braziliaanse schrijver, wiens werk in de gehele wereld wordt gelezen.

## Levensloop
Paulo Coelho (1947) is in Rio de Janeiro geboren. Hij heeft rechten gestudeerd, maar hij is met deze studie gestopt toen hij merkte dat hij zijn studie verwaarloosde. Hij wilde zijn droom verwezenlijken om schrijver worden. Zijn vader beschouwde zijn vroege interesse in de literatuur als een vorm van afwijkend gedrag. Pogingen om hem te "genezen" versterkten echter zijn artistieke belangstelling, die hij uitleefde in de hippie-beweging van Brazilië. Zijn studie rechten staakte hij in 1970 om te gaan reizen door het Latijns-Amerikaanse continent, en naar Europa. Na een periode in Amsterdam, waar Coelho op zoek naar zichzelf is, verdiept hij zich onder andere in magie en occulte boeken.
Hij keert in 1973 terug naar Brazilië en gaat popsongs schrijven. Hij schrijft liedjes voor Raul Seixas, Rita Lee en Sidney Magal. Kort daarna gaat hij werken als journalist. Als blijkt dat Coelho hier zijn brood mee kan verdienen, wil hij beginnen met het schrijven van romans. Maar de door hem net opgerichte poëzie-uitgeverij kost hem zo veel tijd dat van schrijven alsnog niets komt.
Later in de jaren 70 maakte hij met zijn vrouw een reis door Europa, waar het concentratiekamp Dachau grote indruk maakte. Naar eigen zeggen had hij daar een visioen, waarin een man aan hem verscheen, en kwam hij twee maanden later die man werkelijk tegen in Amsterdam. De man raadde hem aan zich te bekeren tot het katholicisme, en een pelgrimsreis naar Santiago de Compostella te ondernemen. In 1986 besluit Paulo Coelho om daadwerkelijk de pelgrimsroute naar Santiago de Compostela te gaan lopen. Na het lopen van deze route besluit Coelho om het tekstschrijven en de journalistiek achter zich te laten en zich te concentreren op het schrijven van romans. Zijn eerste boek wordt in 1987 gepubliceerd en gaat over zijn ervaringen tijdens de pelgrimstocht: De pelgrimstocht naar Santiago (Dagboek van een magiër). Een jaar later, in 1988, verschijnt De Alchemist, die zorgt voor Coelho's internationale doorbraak. In 29 landen staat dit boek op nummer 1 van de bestsellers en tot nu toe zijn er meer dan 32 miljoen exemplaren over de hele wereld van verkocht. Het boek stond in mei 2015 maar liefst 350 weken onafgebroken op The New York Times-bestsellerlijst 4 mei 2015. In 1994 verschijnt Aan de oever van de Piedra huilde ik. De vijfde berg wordt gepubliceerd in 1996 en Veronika besluit te sterven in 1998. De winnaar staat alleen verscheen vervolgens in 2010. Dit boek is een heel anders dan anders Coelho-boek, het bewijst dat hij ook meester is in het schrijven van een spannende, psychologische roman. Manuscript uit Accra is een zoektocht naar antwoorden op de grote levensvragen. In het najaar van 2013 wordt een nieuwe, voordelige editie uitgegeven.
Coelho schrijft over religie, over filosofie, over spiritualiteit, maar voelt zich niet verwant met een beweging als New Age. Zelfverwerkelijking is het centrale thema in Coelho’s werk. In zijn romans laten de hoofdpersonages alles achter zich om op zoek te gaan naar hun ware lotsbestemming.
Coelho heeft het Paulo Coelho Institute opgericht dat voorziet in hulp en mogelijkheden voor de minderbedeelden in Brazilië, vooral kinderen en ouderen. Hij is geëerd met vele internationale prijzen, waaronder de Crystal Award van het World Economic Forum voor zijn gehele oeuvre en de Franse Ordre National de la Légion d’Honneur. In 2002 trad Coelho toe tot de Academia Brasileira de Letras.
In de zomer van 2014 verscheen de vertaling van zijn roman Overspel.
In 2016 verscheen de historische roman De spion (La Espía) over Mata Hari. Deze bestseller brengt de laatste dagen van de Friese danseres in beeld, met vele flashbacks naar haar eerdere leven.
Het centrale thema van Coelho's werk is de zoektocht van de mens naar harmonie en vrede met het universum. Zijn boeken spelen in op een behoefte aan zingeving en niet-gedefinieerde religiositeit. Coelho is daarnaast columnist voor het tijdschrift Ode. Paulo Coelho leeft met zijn vrouw Christina afwisselend in Rio de Janeiro en in Tarbes in de Franse Pyreneeën.
Paulo Coelho schreef in totaal 29 boeken die in meer dan 80 talen zijn vertaald en in meer dan 168 landen worden uitgegeven. Paulo Coelho heeft meer dan 27 miljoen volgers via de sociale media.

### Over Paulo Coelho
- Paulo Coelho. De bekentenissen van een pelgrim (door: Juan Arias)
- Paulo Coelho. Het leven van een strijder (door: Fernando Morais, 2008). Oorspronkelijke titel: O Mago.